# Pro League 2014-2015
La Jupiler Pro League 2014-2015 è stata la 112ª edizione della massima serie del campionato di calcio belga, sponsorizzato dalla Jupiler per il 21º anno consecutivo. La stagione è iniziata il 25 luglio 2014 e si è conclusa il 31 maggio 2015.
Il Gent ha vinto il campionato per la prima volta nella sua storia con una giornata di anticipo rispetto alla fine dei play-off per il titolo. Il Lierse e il Cercle Bruges sono stati retrocessi in Tweede klasse.

## Stagione

### Novità
Il Mons è stato retrocesso in Tweede klasse 2014-15 dopo aver perso lo spareggio salvezza contro l'OH Leuven. L'OH Leuven è stato retrocesso in Tweede klasse 2014-15 dopo essersi piazzato al terzo posto dei play-off promozione di Tweede Klasse 2013-14.
Sono stati promossi il Westerlo, primo classificato nella Tweede klasse 2013-14, e il Mouscron-Péruwelz, primo classificato ai play-off promozione di Tweede Klasse 2013-14.

### Formula
Le 16 squadre partecipanti si affrontano in un girone di andata e ritorno, per un totale di 30 giornate.
Le prime 6 classificate partecipano ai play-off scudetto, affrontandosi in un girone di andata e ritorno di 10 giornate. Le squadre partono con la metà dei punti conquistati nella stagione regolare, arrotondata per eccesso. La squadra campione del Belgio e la seconda classificata si qualificano rispettivamente per la fase a gironi e per il terzo turno di qualificazione della UEFA Champions League 2015-2016. La terza classificata si qualifica per il terzo turno di qualificazione della UEFA Europa League 2015-2016.
Le squadre classificate dal 7º al 14º posto partecipano ai play-off per l'Europa League. Le squadre sono divise in due gironi di 4, con partite di andata e ritorno per un totale di 6 giornate. Le vincenti dei due gironi si affrontano in partite di andata e ritorno. La squadra vincente affronta quindi la quarta classificata dei play-off scudetto con partite di andata e ritorno. La vincente di questo confronto si qualifica per il secondo turno di qualificazione della UEFA Europa League 2015-2016.
Le ultime due classificate si affrontano in una serie di 5 partite, con la squadra meglio piazzata che parte con 3 punti di bonus e che gioca in casa l'eventuale bella. La perdente retrocede in Tweede klasse, mentre la vincente gioca i play-off promozione con le squadre piazzate dal secondo al quarto posto della Tweede klasse. I play-off promozione prevedono un girone di andata e ritorno, per un totale di 6 giornate. La prima classificata ottiene il diritto di partecipare alla Pro League 2015-2016.

## Squadre partecipanti
| Club              | Stagione | Città      | Stadio                         | Stagione 2013-2014                                |
| ----------------- | -------- | ---------- | ------------------------------ | ------------------------------------------------- |
| Anderlecht        | dettagli | Anderlecht | Constant Vanden Stock Stadium  | Campione del Belgio                               |
| Cercle Bruges     | dettagli | Bruges     | Stadio Jan Breydel             | 14º posto in Pro League                           |
| Charleroi         | dettagli | Charleroi  | Stade du Pays de Charleroi     | 9º posto in Pro League                            |
| Club Bruges       | dettagli | Bruges     | Stadio Jan Breydel             | 3º posto in Pro League                            |
| Genk              | dettagli | Genk       | Cristal Arena                  | 6º posto in Pro League                            |
| Gent              | dettagli | Gent       | Ghelamco Arena                 | 10º posto in Pro League                           |
| Kortrijk          | dettagli | Courtrai   | Guldensporen Stadion           | 8º posto in Pro League                            |
| Lierse            | dettagli | Lier       | Herman Vanderpoortenstadion    | 12º posto in Pro League                           |
| Lokeren           | dettagli | Lokeren    | Daknamstadion                  | 5º posto in Pro League                            |
| Malines           | dettagli | Malines    | Argosstadion Achter de Kazerne | 11º posto in Pro League                           |
| Mouscron-Péruwelz | dettagli | Mouscron   | Stadio Le Canonnier            | 1º posto nei play-off promozione di Tweede klasse |
| Ostenda           | dettagli | Oostende   | Albertpark Stadion             | 7º posto in Pro League                            |
| Standard Liegi    | dettagli | Liegi      | Sclessin Stadion               | 2º posto in Pro League                            |
| Waasland-Beveren  | dettagli | Beveren    | Freethiel Stadion              | 13º posto in Pro League                           |
| Westerlo          | dettagli | Westerlo   | Het Kuipje                     | 1º posto in Tweede klasse                         |
| Zulte Waregem     | dettagli | Waregem    | Regenboogstadion               | 4º posto in Pro League                            |

## Stagione regolare

### Classifica finale
|  | Pos. | Squadra           | Pt | G  | V  | N  | P  | GF | GS | DR  |
|  | ---- | ----------------- | -- | -- | -- | -- | -- | -- | -- | --- |
|  | 1.   | Club Bruges       | 61 | 30 | 17 | 10 | 3  | 69 | 28 | +41 |
|  | 2.   | Gent              | 57 | 30 | 16 | 9  | 5  | 52 | 29 | +23 |
|  | 3.   | Anderlecht        | 57 | 30 | 16 | 9  | 5  | 51 | 30 | +21 |
|  | 4.   | Standard Liegi    | 53 | 30 | 16 | 5  | 9  | 49 | 39 | +10 |
|  | 5.   | Kortrijk          | 51 | 30 | 16 | 3  | 11 | 54 | 35 | +19 |
|  | 6.   | Charleroi         | 49 | 30 | 14 | 7  | 9  | 44 | 31 | +13 |
|  | 7.   | Genk              | 49 | 30 | 13 | 10 | 7  | 38 | 28 | +10 |
|  | 8.   | Lokeren           | 42 | 30 | 10 | 12 | 8  | 38 | 32 | +6  |
|  | 9.   | Malines           | 41 | 30 | 10 | 11 | 9  | 37 | 39 | -2  |
|  | 10.  | Ostenda           | 38 | 30 | 11 | 5  | 14 | 40 | 52 | -12 |
|  | 11.  | Westerlo          | 33 | 30 | 8  | 9  | 13 | 42 | 63 | -21 |
|  | 12.  | Zulte Waregem     | 31 | 30 | 8  | 8  | 14 | 41 | 54 | -13 |
|  | 13.  | Mouscron-Péruwelz | 26 | 30 | 7  | 5  | 18 | 32 | 51 | -19 |
|  | 14.  | Waasland-Beveren  | 26 | 30 | 7  | 5  | 18 | 30 | 49 | -19 |
|  | 15.  | Cercle Bruges     | 24 | 30 | 6  | 6  | 18 | 21 | 45 | -24 |
|  | 16.  | Lierse            | 22 | 30 | 5  | 7  | 18 | 30 | 63 | -33 |

Legenda:

      Ammesse ai play-off scudetto

      Ammesse ai play-off Europa League

      Ammesse allo spareggio salvezza

Note:

Tre punti a vittoria, uno a pareggio, zero a sconfitta.
La classifica viene stilata secondo i seguenti criteri:
- Punti conquistati
- Partite vinte
- Differenza reti generale
- Reti totali realizzate
- Reti realizzate fuori casa
- Partite vinte in trasferta
- Playoff

### Risultati
|                   | And  | CeB  | Cha  | ClB  | Gnk  | Gnt  | Kor  | Lie  | Lok  | Mec  | Mou  | Ost  | Sta  | Waa  | Wes  | ZWa  |
| ----------------- | ---- | ---- | ---- | ---- | ---- | ---- | ---- | ---- | ---- | ---- | ---- | ---- | ---- | ---- | ---- | ---- |
| Anderlecht        | –––– | 3-2  | 1-0  | 2-2  | 0-0  | 1-2  | 2-0  | 3-0  | 1-1  | 1-1  | 3-1  | 3-0  | 0-2  | 1-0  | 4-0  | 0-0  |
| Cercle Bruges     | 0-2  | –––– | 1-0  | 0-3  | 0-1  | 0-0  | 0-4  | 1-2  | 1-0  | 2-3  | 2-1  | 0-1  | 0-1  | 1-0  | 1-2  | 2-2  |
| Charleroi         | 3-1  | 0-2  | –––– | 0-0  | 1-0  | 0-0  | 0-2  | 6-0  | 1-0  | 2-0  | 2-0  | 2-0  | 0-1  | 2-2  | 3-3  | 2-1  |
| Club Bruges       | 2-1  | 1-1  | 1-0  | –––– | 4-1  | 2-2  | 5-0  | 1-0  | 1-1  | 1-1  | 3-0  | 2-0  | 3-0  | 4-2  | 5-0  | 2-1  |
| Genk              | 0-1  | 1-1  | 1-1  | 1-1  | –––– | 3-2  | 3-0  | 3-0  | 0-0  | 3-0  | 2-0  | 1-1  | 0-2  | 1-0  | 3-1  | 3-2  |
| Gent              | 0-2  | 4-0  | 2-2  | 2-1  | 0-0  | –––– | 0-1  | 2-1  | 1-1  | 3-1  | 1-0  | 3-1  | 1-2  | 4-1  | 4-0  | 3-1  |
| Kortrijk          | 2-3  | 1-0  | 0-0  | 2-0  | 1-1  | 2-3  | –––– | 1-0  | 2-3  | 3-0  | 3-0  | 0-2  | 2-3  | 2-1  | 6-0  | 3-1  |
| Lierse            | 2-2  | 2-1  | 0-2  | 0-6  | 0-2  | 0-1  | 0-0  | –––– | 1-1  | 0-1  | 2-2  | 2-0  | 2-3  | 1-1  | 3-3  | 3-1  |
| Lokeren           | 1-2  | 0-0  | 5-2  | 1-3  | 1-1  | 3-3  | 1-2  | 2-0  | –––– | 3-2  | 1-0  | 3-1  | 1-1  | 3-0  | 0-0  | 2-1  |
| Mechelen          | 1-1  | 1-1  | 0-0  | 3-1  | 3-1  | 0-0  | 1-2  | 2-1  | 0-1  | –––– | 1-0  | 0-0  | 1-0  | 2-0  | 5-2  | 1-1  |
| Mouscron Peruwelz | 4-2  | 4-0  | 0-2  | 1-4  | 1-2  | 1-3  | 0-3  | 2-1  | 2-2  | 1-1  | –––– | 0-1  | 5-2  | 1-0  | 1-0  | 0-1  |
| Ostenda           | 0-2  | 2-0  | 1-3  | 2-2  | 1-1  | 1-3  | 1-7  | 2-1  | 0-1  | 2-0  | 0-0  | –––– | 3-2  | 4-3  | 4-0  | 1-3  |
| Standard Liegi    | 2-0  | 1-0  | 3-0  | 1-3  | 1-0  | 0-1  | 0-2  | 2-2  | 2-0  | 2-0  | 3-0  | 3-5  | –––– | 3-2  | 2-2  | 1-2  |
| Waasland Beveren  | 0-2  | 1-0  | 1-3  | 0-2  | 0-1  | 0-1  | 1-0  | 2-0  | 0-0  | 2-2  | 2-1  | 1-0  | 0-2  | –––– | 1-1  | 1-3  |
| Westerlo          | 2-2  | 1-0  | 2-3  | 1-3  | 1-2  | 0-0  | 2-1  | 6-1  | 1-0  | 1-1  | 1-3  | 3-0  | 1-1  | 1-2  | –––– | 2-2  |
| Zulte Waregem     | 0-2  | 1-2  | 1-3  | 1-1  | 2-0  | 2-1  | 2-0  | 2-3  | 1-0  | 2-3  | 1-1  | 1-4  | 1-1  | 1-4  | 1-3  | –––– |

## Play-off scudetto

### Classifica
|                   | Pos. | Squadra        | Pt | G  | V | N | P | GF | GS | DR  |
| ----------------- | ---- | -------------- | -- | -- | - | - | - | -- | -- | --- |
| Belgio (bandiera) | 1.   | Gent           | 49 | 10 | 6 | 2 | 2 | 18 | 11 | +7  |
|                   | 2.   | Club Bruges    | 47 | 10 | 5 | 1 | 4 | 16 | 16 | 0   |
|                   | 3.   | Anderlecht     | 46 | 10 | 5 | 2 | 3 | 18 | 13 | +5  |
|                   | 4.   | Standard Liegi | 40 | 10 | 4 | 1 | 5 | 14 | 13 | +1  |
|                   | 5.   | Charleroi      | 36 | 10 | 3 | 2 | 5 | 13 | 15 | -2  |
|                   | 6.   | Kortrijk       | 34 | 10 | 2 | 2 | 6 | 11 | 22 | -11 |

Legenda:

      Campione del Belgio e ammessa alla UEFA Champions League 2015-2016

      Ammessa alla UEFA Champions League 2015-2016

      Ammessa alla UEFA Europa League 2015-2016
Club Bruges: 31 punti
Gent: 29 punti
Anderlecht: 29 punti
Standard Liegi: 27 punti
Kortrijk: 26 punti
Charleroi: 25 punti
Note:

Tre punti a vittoria, uno a pareggio, zero a sconfitta.
La classifica viene stilata secondo i seguenti criteri:
- Punti conquistati
- Partite vinte
- Differenza reti generale
- Reti totali realizzate
- Reti realizzate fuori casa
- Partite vinte in trasferta
- Playoff

### Risultati
|             | And  | Cha  | ClB  | Gen  | Kor  | Sta  |
| ----------- | ---- | ---- | ---- | ---- | ---- | ---- |
| Anderlecht  | –––– | 1-0  | 3-1  | 2-1  | 5-1  | 1-1  |
| Charleroi   | 0-1  | –––– | 2-3  | 2-1  | 5-2  | 1-0  |
| Club Bruges | 2-1  | 3-1  | –––– | 2-3  | 1-0  | 2-1  |
| Gent        | 2-1  | 1-1  | 2-2  | –––– | 2-0  | 2-0  |
| Kortrijk    | 2-2  | 1-1  | 2-0  | 0-1  | –––– | 3-1  |
| Standard    | 3-1  | 2-0  | 1-0  | 1-3  | 4-0  | –––– |

## Play-off Europa League

### Girone A
Nel girone A vengono inserite le squadre classificatesi ai posti 7°, 9°, 12° e 14° della stagione regolare.

#### Classifica
|  | Pos. | Squadra          | Pt | G | V | N | P | GF | GS | DR  |
|  | ---- | ---------------- | -- | - | - | - | - | -- | -- | --- |
|  | 1.   | Malines          | 15 | 6 | 5 | 0 | 1 | 14 | 3  | +11 |
|  | 2.   | Genk             | 15 | 6 | 5 | 0 | 1 | 14 | 7  | +7  |
|  | 3.   | Zulte Waregem    | 4  | 6 | 1 | 1 | 4 | 6  | 10 | -4  |
|  | 4.   | Waasland-Beveren | 1  | 6 | 0 | 1 | 5 | 5  | 19 | -14 |

Legenda:

      Ammessa allo spareggio Europa League

Note:

Tre punti a vittoria, uno a pareggio, zero a sconfitta.
La classifica viene stilata secondo i seguenti criteri:
- Punti conquistati
- Partite vinte
- Differenza reti generale
- Reti totali realizzate
- Reti realizzate fuori casa
- Partite vinte in trasferta
- Playoff

#### Risultati
|                  | Gnk  | Mec  | Waa  | ZWa  |
| ---------------- | ---- | ---- | ---- | ---- |
| Genk             | –––– | 1-0  | 7-1  | 1-0  |
| Mechelen         | 4-0  | –––– | 4-1  | 3-0  |
| Waasland-Beveren | 0-2  | 1-2  | –––– | 0-2  |
| Zulte Waregem    | 2-3  | 0-1  | 2-2  | –––– |

### Girone B
Nel girone B vengono inserite le squadre classificatesi ai posti 8°, 10°, 11° e 13° della stagione regolare.

#### Classifica
|  | Pos. | Squadra           | Pt | G | V | N | P | GF | GS | DR  |
|  | ---- | ----------------- | -- | - | - | - | - | -- | -- | --- |
|  | 1.   | Lokeren           | 13 | 6 | 4 | 1 | 1 | 19 | 9  | +10 |
|  | 2.   | Mouscron-Péruwelz | 10 | 6 | 3 | 1 | 2 | 9  | 8  | +1  |
|  | 3.   | Ostenda           | 6  | 6 | 2 | 0 | 4 | 6  | 12 | -6  |
|  | 4.   | Westerlo          | 5  | 6 | 1 | 2 | 3 | 7  | 12 | -5  |

Legenda:

      Ammessa allo spareggio Europa League

Note:

Tre punti a vittoria, uno a pareggio, zero a sconfitta.
La classifica viene stilata secondo i seguenti criteri:
- Punti conquistati
- Partite vinte
- Differenza reti generale
- Reti totali realizzate
- Reti realizzate fuori casa
- Partite vinte in trasferta
- Playoff

#### Risultati
|                   | Lok  | Mou  | Ost  | Wes  |
| ----------------- | ---- | ---- | ---- | ---- |
| Lokeren           | –––– | 2-1  | 6-1  | 1-1  |
| Mouscron-Peruwelz | 1-5  | –––– | 2-0  | 1-1  |
| Ostenda           | 1-2  | 0-1  | –––– | 2-0  |
| Westerlo          | 4-3  | 0-3  | 1-2  | –––– |

### Finale play-off
Le squadre vincenti i due gironi (Mechelen per il girone A e Lokeren per il girone B) si sfidano per decidere la squadra che affronterà la quarta o la quinta qualificata della Poule Scudetto per un posto nel secondo turno di qualificazione della UEFA Europa League 2015-2016.
| Squadra 1 | Totale | Squadra 2 | Andata | Ritorno |
| --------- | ------ | --------- | ------ | ------- |
| Lokeren   | 3 – 4  | Malines   | 2 – 2  | 1 - 2   |

### Test match per l'Europa League
Si sfidano la vincente della finale play-off (Mechelen) e la quinta (Charleroi) della Poule Scudetto per un posto nel secondo turno di qualificazione della UEFA Europa League 2015-2016.
| Squadra 1 | Totale | Squadra 2 | Andata | Ritorno |
| --------- | ------ | --------- | ------ | ------- |
| Malines   | 2 – 3  | Charleroi | 2 – 1  | 0 - 2   |

## Spareggio salvezza

### Classifica
|  | Pos. | Squadra       | Pt | G | V | N | P | GF | GS | DR |
|  | ---- | ------------- | -- | - | - | - | - | -- | -- | -- |
|  | 1.   | Lierse        | 9  | 4 | 3 | 0 | 1 | 8  | 4  | +4 |
|  | 2.   | Cercle Bruges | 6  | 4 | 1 | 0 | 3 | 4  | 8  | -4 |

Legenda:

 Ammessa ai play-off promozione

      Retrocessa in Tweede klasse

Cercle Bruges: 3 punti
Note:

Tre punti a vittoria, uno a pareggio, zero a sconfitta.
La classifica viene stilata secondo i seguenti criteri:
- Punti conquistati
- Partite vinte
- Differenza reti generale
- Reti totali realizzate
- Reti realizzate fuori casa
- Partite vinte in trasferta
- Playoff

### Risultati
| Squadra 1     | Squadra 2 | Gara 1 | Gara 2 | Gara 3 | Gara 4 | Gara 5 |
| ------------- | --------- | ------ | ------ | ------ | ------ | ------ |
| Cercle Bruges | Lierse    | 2 – 3  | 1 – 0  | 0 – 2  | 1 - 3  | [ 2 ]  |

### Play-off promozione
Si sono qualificati l'OH Leuven, come vincitore del primo periodo, il Lommel United, come vincitore del terzo periodo, l'Eupen, come migliore classificata in Tweede klasse 2014-2015, il Lierse, come vincitore degli spareggi retrocessione della Pro League 2014-2015.

#### Classifica
|  | Pos. | Squadra    | Pt | G | V | N | P | GF | GS | DR |
|  | ---- | ---------- | -- | - | - | - | - | -- | -- | -- |
|  | 1.   | OH Lovanio | 14 | 6 | 4 | 2 | 0 | 8  | 3  | +5 |
|  | 2.   | Eupen      | 8  | 6 | 2 | 2 | 2 | 5  | 4  | +1 |
|  | 3.   | Lierse     | 7  | 6 | 2 | 1 | 3 | 8  | 10 | -2 |
|  | 4.   | Lommel Utd | 4  | 6 | 1 | 1 | 4 | 6  | 10 | -4 |

Legenda:

      Ammessa alla Pro League 2015-2016
      Retrocessa in Tweede klasse 2015-2016
Note:

Tre punti a vittoria, uno a pareggio, zero a sconfitta.
La classifica viene stilata secondo i seguenti criteri:
- Punti conquistati
- Partite vinte
- Differenza reti generale
- Reti totali realizzate
- Reti totali realizzate in trasferta
- Partite vinte in trasferta
- Playoff

#### Risultati
|               | Eup  | Lie  | Lom  | OHL  |
| ------------- | ---- | ---- | ---- | ---- |
| Eupen         | –––– | 0-1  | 1-0  | 0-1  |
| Lierse        | 1-3  | –––– | 4-2  | 1-2  |
| Lommel United | 0-0  | 3-1  | –––– | 0-1  |
| OH Leuven     | 1-1  | 0-0  | 3-1  | –––– |

## Statistiche

### Classifica marcatori stagione regolare[4]
| Gol |  |  | Giocatore            | Squadra           |
| --- |  |  | -------------------- | ----------------- |
| 14  |  |  | Aleksandar Mitrović  | Anderlecht        |
| 13  |  |  | Renaud Emond         | Waasland-Beveren  |
| 13  |  |  | Ivan Santini         | Kortrijk          |
| 12  |  |  | Laurent Depoitre     | Gent              |
| 12  |  |  | Abdoulay Diaby       | Mouscron-Péruwelz |
| 11  |  |  | Teddy Chevalier      | Kortrijk          |
| 10  |  |  | Igor de Camargo      | Standard Liegi    |
| 10  |  |  | José Izquierdo       | Club Bruges       |
| 9   |  |  | Tom De Sutter        | Club Bruges       |
| 9   |  |  | Frédéric Gounongbe   | Westerlo          |
| 9   |  |  | Geoffrey Mujangi Bia | Standard Liegi    |
| 9   |  |  | Dalibor Veselinović  | Malines           |

### Classifica marcatori play-off scudetto[5]
| Gol |  |  | Giocatore            | Squadra        |
| --- |  |  | -------------------- | -------------- |
| 6   |  |  | Aleksandar Mitrović  | Anderlecht     |
| 5   |  |  | Kalifa Coulibaly     | Charleroi      |
| 5   |  |  | Geoffrey Mujangi Bia | Standard Liegi |
| 4   |  |  | Imoh Ezekiel         | Standard Liegi |
| 4   |  |  | Andy Najar           | Anderlecht     |
| 4   |  |  | Lior Refaelov        | Club Bruges    |

### Classifica marcatori play-off Europa League[6]
| Gol |  |  | Giocatore           | Squadra           |
| --- |  |  | ------------------- | ----------------- |
| 5   |  |  | Zinho Gano          | Mouscron-Péruwelz |
| 4   |  |  | Cyriel Dessers      | Lokeren           |
| 4   |  |  | Sofiane Hanni       | Malines           |
| 3   |  |  | Thomas Buffel       | Genk              |
| 3   |  |  | Mijat Marić         | Lokeren           |
| 3   |  |  | Hans Vanaken        | Lokeren           |
| 3   |  |  | Dalibor Veselinović | Malines           |

### Classifica marcatori play-off salvezza[7]
| Gol |  |  | Giocatore       | Squadra       |
| --- |  |  | --------------- | ------------- |
| 2   |  |  | Kristof D'haene | Cercle Bruges |
| 2   |  |  | Etien Velikonja | Lierse        |

### Classifica marcatori finale complessiva
| Gol |  |  | Giocatore            | Squadra           |
| --- |  |  | -------------------- | ----------------- |
| 20  |  |  | Aleksandar Mitrović  | Anderlecht        |
| 15  |  |  | Ivan Santini         | Kortrijk          |
| 14  |  |  | Renaud Emond         | Waasland-Beveren  |
| 14  |  |  | Geoffrey Mujangi Bia | Standard Liegi    |
| 13  |  |  | José Izquierdo       | Club Bruges       |
| 13  |  |  | Laurent Depoitre     | Gent              |
| 13  |  |  | Dalibor Veselinović  | Malines           |
| 12  |  |  | Teddy Chevalier      | Kortrijk          |
| 12  |  |  | Abdoulay Diaby       | Mouscron-Péruwelz |
| 12  |  |  | Neeskens Kebano      | Charleroi         |
| 12  |  |  | Mijat Marić          | Lokeren           |
| 11  |  |  | Igor de Camargo      | Standard Liegi    |
| 10  |  |  | Tom De Sutter        | Club Bruges       |
| 10  |  |  | Sofiane Hanni        | Malines           |
| 10  |  |  | Lior Refaelov        | Club Bruges       |

## Verdetti finali
- Gent campione del Belgio e ammesso alla fase a gironi della UEFA Champions League 2015-2016.
- Club Bruges ammesso al terzo turno di qualificazione della UEFA Champions League 2015-2016.
- Anderlecht ammesso alla fase a gironi della UEFA Europa League 2015-2016.
- Standard Liegi e Charleroi ammessi rispettivamente al terzo turno di qualificazione e al secondo turno di qualificazione della UEFA Europa League 2015-2016.
- Lierse e Cercle Bruges retrocessi in Tweede klasse 2015-2016.